# Witruggier
De witruggier (Gyps africanus), soms ook wel de Afrikaanse witruggier genoemd, is een roofvogel uit de familie van de havikachtigen (Accipitridae).

## Kenmerken
Een volwassen witruggier is van kop tot staart gemeten gemiddeld 94 cm lang. De vleugelspanwijdte bedraagt gemiddeld  218 cm en zijn gewicht ligt tussen de 4,15 en 7,20 kilo.
De rug van de witruggier is in tegenstelling tot de naam doet vermoeden, niet wit maar donkergrijs. Voorts heeft hij een forse zwarte snavel, een kale, donkere kop en een lange, kale wittige hals met bruine spikkels. Zijn lijf is grotendeels bruin behalve de bovenkant van zijn romp en het bovenste deel van zijn poten die wit zijn. Ook zijn vleugels (hand- en armpennen) zijn bruin waarvan de vleugelpunten iets donkerder zijn getint, maar niet zwart.

## Leefwijze
Het is een aaseter (vooral dat van vee) die een voorkeur heeft voor de ingewanden omdat die zachter zijn. Hun grote vleugels stellen hen in staat langdurig in de lucht te blijven rondcirkelen. Daarbij maakt hij gebruik van thermiek. Broeden doen ze dikwijls in kolonies. Ze hebben scherpe ogen en kunnen een kadaver van grote hoogte waarnemen.

## Verspreiding en leefgebied
De witruggier komt (kwam) wijdverspreid in Sub-Saharisch Afrika voor als standvogel. Er zijn echter aanwijzingen voor verplaatsingen over grotere afstanden; zo trekken gieren in West-Afrika tijdens het regenseizoen naar het noorden.
Het leefgebied bestaat uit open landschappen zoals steppe en savanne. Deze gier mijdt bebost gebied, maar ook kale woestijnen.

## Status
Ooit was deze gier de meest algemene Afrikaanse giersoort. De soort gaat nu in hoog tempo in aantal achteruit. De oorzaken daarvoor zijn divers, zoals aantasting van het leefgebied door intensivering van de veehouderij, waardoor wilde populaties van hoefdieren verdwijnen, jacht en handel in levende gieren, vervolging en vergiftiging door diclofenac (een ontstekingsremmer die in de veehouderij wordt toegepast).
Rond 2007 werd het aantal witruggieren geschat op 270.000 individuen. Het tempo waarin de populatie-aantallen dalen, versnelt. In 2008 had de vogel de status "gevoelig", in 2012 werd dit "bedreigd" en in 2015 werd de status "kritiek" op de Rode Lijst van de IUCN.